# Coleophora impunctata
Coleophora impunctata é uma espécie de mariposa do gênero Coleophora pertencente à família Coleophoridae.